# 245P/WISE
245P/WISE, o cometa WISE 5, è una cometa periodica della famiglia delle comete gioviane. La cometa è stata scoperta dal satellite WISE il 2 giugno 2010, dopo circa tre mesi si è scoperto che in effetti coincideva con un asteroide scoperto il 27 agosto 2002 dal programma NEAT.